# Miedes de Aragón
Miedes de Aragón (aragónul Miedes d'Aragón) település Spanyolországban,  Zaragoza tartományban. Miedes de Aragón Mara, Ruesca, Codos, Langa del Castillo, Murero, Villafeliche, Montón és Fuentes de Jiloca községekkel határos. Lakosainak száma 403 fő (2024).

## Népesség
A település népessége az utóbbi években az alábbiak szerint változott:
| Lakosok száma | 529  | 496  | 468  | 471  | 458  | 464  | 454  | 433  | 424  | 403  |
|               | 2001 | 2004 | 2007 | 2009 | 2012 | 2014 | 2017 | 2019 | 2022 | 2024 |